# Nawaf Massalcha

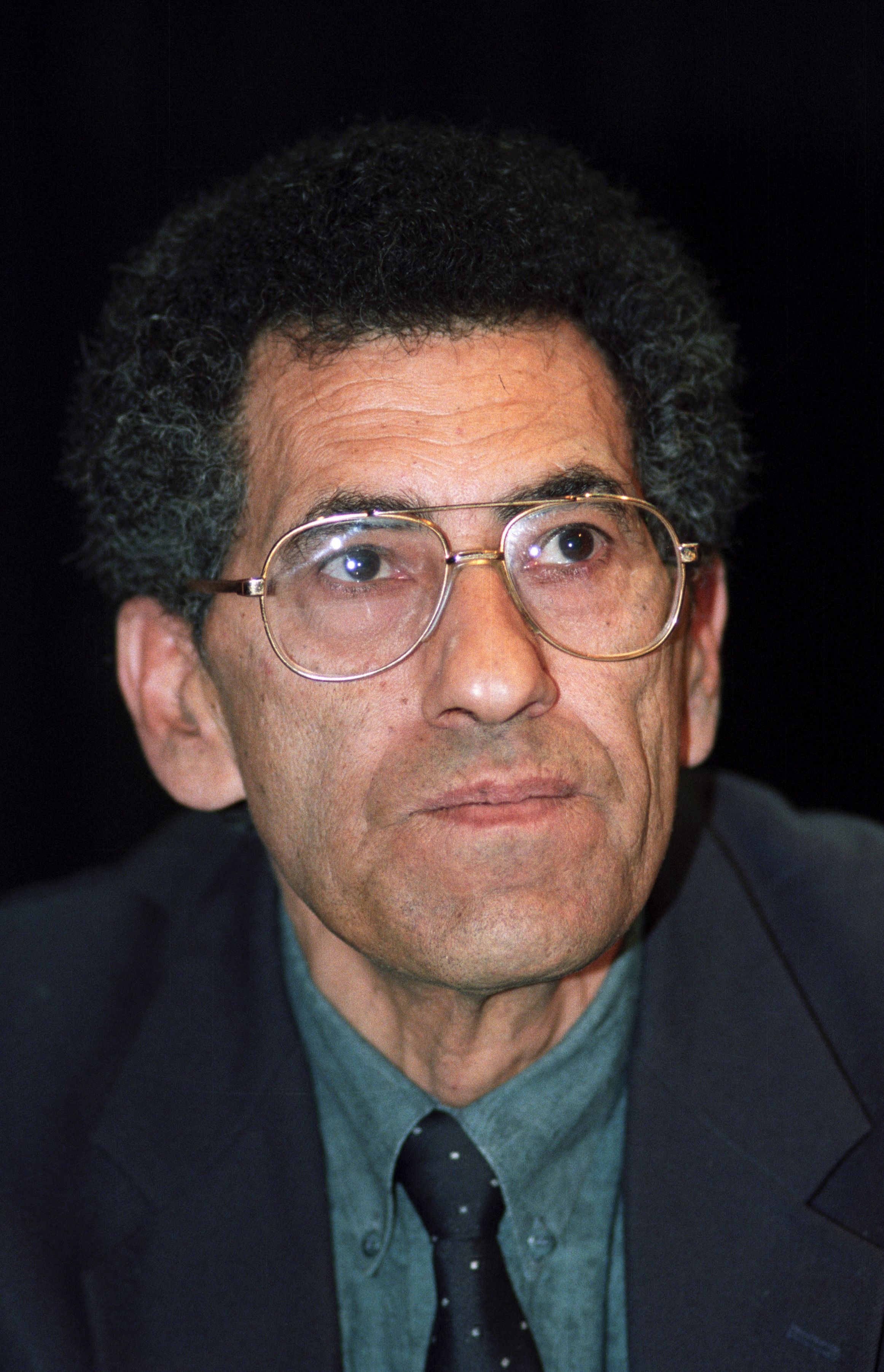
Nawaf Massalcha

Nawaf Massalcha (arabisch نواف مصالحة, hebräisch נואף מסאלחה‎; * 26. November 1943 in Kafr-Qara; † 26. Oktober 2021) war ein israelisch-arabischer Politiker. Er war der erste muslimische Araber, der einen Ministerposten als stellvertretender Gesundheitsminister unter Jitzchak Rabin (1992) erhielt. Er übte dieses Amt vom 4. August 1992 bis zum 18. Juni 1996 aus.

## Frühes Leben und Ausbildung
Nawaf Massalcha ist in Qafr-Qara aufgewachsen. 1948 wurde er von Israelischen Truppen aus Kafr-Qara vertrieben. Später durfte seine Familie wieder zurückkehren. In der Schule war er der Klassenbeste und so besuchte er die Oberstufe im 40 Kilometer entfernten Nazareth. Nach Schulabschluss unterrichtete er für eine Zeit in arabischen Schulen. Bald erhielt er ein Stipendium der Gewerkschaft für ein Studium an der Universität Tel Aviv Universität.

## Politische Laufbahn
1970 wurde er als der erste Araber Mitglied des Zentralkomitees der Arbeiter Partei. Das war bemerkenswert, denn die Arbeiter Partei nahm Araber offiziell erst drei später auf.
Er war gegen eine Assimilation der Araber in Israel, doch stand er ihre Integration ein. Anders als andere Israelische Araber feierte er auch den Israelischen Unabhängigkeitstag. 1992 unterstützte er Jitzak Rabin bei der Wahlkampagne für die Präsidentschaft.
Vom 5. August 1999 bis zum 7. März 2001 war er stellvertretender Außenminister. Also solcher unternahm er Reisen nach Polen, Japan und Irland.

## Familie
Nawaf Massalcha hat einen Sohn, Er hatte acht Schwestern und war mit einer entfernten Cousine verheiratet. Er war Teil des Massalcha Clans und soll gutes Hebräisch gesprochen haben.